# Три семейства
Три семейства (на испански: 3 familias) е мексиканска теленовела, продуцирана от Луис Гилермо Камачо за ТВ Ацтека през 2017-2018 г. Адаптация е на едноименната еквадорска теленовела, създадена от Маркос Еспин, Кристиан Кортес и Еди Гонсалес през 2014 г.
В главните роли са Ингрид Марц, Родриго Мехия, Улисес де ла Торе, Росио Гарсия, Карлос Еспехел и Алма Серо, а в отрицателната – Хуан Риос Канту. Специално участие вземат първата актриса Силвия Паскел, Патрисио Боргети, Исабел Мартинес и Едит Гонсалес.

## Сюжет
Три семейства от различни култури и социални класи се опитват да продължат напред, с основната цел да запазят онова, което ги поддържа - любовта.
Семейство Педрегал Баросо е от висшата класа. Бела Баросо е жена, която не познава реалността. Тя е мултимилионерка. Тя не се интересува от нищо, освен да харчи пари, за да има най-новия модерен аксесоар. След като научава, че съпругът ѝ Елеасар дел Вале е починал, тя е шокирана да разбере, че банката е конфискувала всичките ѝ активи, тъй като той ѝ е оставил безкрайност, затова Бела остава на улицата. Сега тя ще трябва да свикне със своя „нов беден“ живот и да слезе от облака, който я държеше в друга вселена сред толкова много луксозни стоки. Но животът отново ѝ се усмихва, когато среща Гонсало Адолфо дел Педрегал, бизнесмен, който току-що пристига в града. Накрая се женят. Единственият интерес на Гонсало е да вижда жена си щастлива и да ѝ угажда във всичко, въпреки че той крие тайна. За Бела единственото нещо, което я мотивира да стане негова съпруга, е да харчи и харчи парите му, но въпреки това обича покойния си съпруг. Бела иска да остане богата през целия си живот.
Семейство Мехорада Лесама са от средната класа. Гойо винаги живее в дългове, за да изглежда, че има пари. Мариса харчи това, което няма. Фатима, прислужницата, има визията на собственичка. Това семейство е манипулирано, когато става въпрос за получаване на нещо лесно - като къща. Мариса копнее да я има и да спре да се примирява с течащия покрив на сегашния си дом. Гойо винаги иска да угоди на жена си, дори ако става въпрос за харчене на цялата му заплата. Тримата са жертви на измама, когато купуват имение, което са видели само на снимка. Мариса се омъжва с илюзията, че Гойо има пари, но удоволствието ѝ е краткотрайно. Гойо е там само за да угоди на жена си и не иска да я загуби. А Фатима със заплатата, която печели, продължава да живее с тях, защото е влюбена в брата на Мариса, отец Анхел Хесус. Всичко, което те искат най-много, е да променят социалната си класа, например да притежават всичко, което има Бела Баросо.
Семейство Барио Браво са от ниската класа. Чачо и Чабела имат весел брак. Когато са изгонени от „новата си къща“, те се връщат да живеят в непосредствена близост до Фрида, майката на Чабела и тъща на Чачо, която той мрази. Фрида обича Касимиро, бившето гадже на Фатима, на когото безусловно прощава всичките изневери. Тя винаги напомня на дъщеря си за лошото решение, което е взела, когато се е омъжила за Чачо, тъй като го вижда като безотговорен и недостоен. Фрида е права, Чачо винаги е безработен, но винаги се тревожи за благосъстоянието на жена си и дъщеря си Каетана. Въпреки че Чабела и Чачо получават собствена къща, тя не иска да напуска майка си, но Фрида е тази, която най-много иска да напуснат къщата ѝ. По-късно бивша приятелка на Чачо пристига със сина си: Чаян. Чачо не го очаква, още по-малко знае за съществуването на Чаян. Това кара Чабела да ревнува, но Чачо ѝ напомня колко много я обича. И двамата не се съмняват в любовта си. Проблемите се увеличават, когато Чаян и Фер дел Педрегал (дъщерята на Гонсало) се влюбят и социалните класи се оказват най-голямата пречка между тях. Въпреки различията в тези семейства, любовта винаги присъства и те никога не се отказват. Хармонията и стабилността се разклащат от конфликти, били те икономически, квартални или семейни, но на всяка ситуация се радват заедно, защото „като семейство всички сме добре“.

## Актьори
- Ингрид Марц - Бела Баросо
- Карлос Еспехел - Чачо Барио
- Алма Серо - Исабела „Чабела“ Браво де Барио
- Силвия Паскел - Фрида Браво
- Улисес де ла Торе - Грегорио „Гойо“ Мехорада
- Родриго Мехия - Гонсало Адолфо дел Педрегал
- Росио Гарсия - Мариса Лесама де Мехорада
- Хуан Риос Канту - Сесар Гера
- Хосе Сефами - Касимиро Алмонте Перес
- Еухенио Бартилоти - Хервасио
- Серхио Очоа - Ранулфо
- Амаранта Руис - Шейла Крус
- Алехандра Лей - Сойла Лей
- Джована Рома - Йесения
- Лакшми Пикасо - Татис де Гера
- Адриан Рубио - Отец Анхел Хесус Лесама
- Луис Куриел - Чаян Барио Чико
- Рената Мантерола - Фернанда „Фер“ дел Педрегал
- Алехандра Тусайнт - Фатима Чико
- Луис Карлос Муньос - Фредо дел Вале Крус
- Хуан Карлос Мартин дел Кампо - Теодоро
- Исабел Мартинес - Доня Бланка
- Патрисио Боргути - Елеасар дел Вале Боргети
- Ана Лаура Еспиноса - Рамона
- Хорхе Монтер - Амадо
- Ирене Арсила - Дебора
- Хавиер Рейес - Емилиано
- Габриел Наваро - Исраел
- Габриела Сас - Джина
- Карла Аредондо - Паулина
- Пати Торт - Каетана Барио Браво
- Рената Салдивеа - Барби
- Алехандра Падиля - Дулсе
- Макарена Ос - Норма
- Мариана Кастийо - Саша
- Лиляна Баранда - Ивет
- Джоан Кури - Рикардо
- Омар Камачо - Педро
- Касандра Агилар - Руби
- Антонио Камачо - Тоньо
- Сесар Бото - Сигмуд Басаниес
- Анет Мишел - Каролина
- Мара Ескаланте - Оливия
- Кармен Муньос - Себе си
- Адриан Куе - Себе си
- Серхио Сепулведа - Себе си
- Табата Халил - Себе си
- Брандон Пениче - Себе си
- Едит Гонсалес - Кати
- Аура Кристина Гейтнер - Себе си

## Премиера
Премиерата на Три семейства е на 23 октомври 2017 г. по Ацтека Уно. Последният 150. епизод е излъчен на 25 май 2018 г.

## Снимки
Записите на теленовелата започват на 11 септември 2017 г. в студиата на ТВ Ацтека Новелас.

## Награди и номинации
TV Adicto Golden Awards 2017
| Категория                      | Теленовела    | Резултат |
| ------------------------------ | ------------- | -------- |
| Най-добра комедийна теленовела | Три семейства | Печели   |